# Willis Linn Jepson
Willis Linn Jepson, född 19 augusti 1867 i Vacaville i Kalifornien, död 7 november 1946 i Berkeley, var en amerikansk botaniker.
Auktorsnamnet Jeps. kan användas för Willis Linn Jepson i samband med ett vetenskapligt namn inom botaniken; se Wikipediaartiklar som länkar till auktorsnamnet.